# Zbiór pierwszej kategorii
Zbiór pierwszej kategorii (czasami zbiór mizerny lub szczupły) – zbiór, który można przedstawić w postaci przeliczalnej sumy zbiorów nigdziegęstych.

## Definicja formalna
Niech {\displaystyle (X,\tau )} będzie przestrzenią topologiczną. Powiemy, że zbiór {\displaystyle A\subseteq X} jest pierwszej kategorii Baire’a w {\displaystyle X} (lub I kategorii) jeśli można go przedstawić jako sumę {\displaystyle A=\bigcup \limits _{n=1}^{\infty }A_{n},} gdzie każdy ze zbiorów {\displaystyle A_{n}} jest nigdziegęsty w {\displaystyle X} (tzn. {\displaystyle \mathrm {int} {\big (}\mathrm {cl} (A_{n}){\big )}=\emptyset }). Rodzinę wszystkich zbiorów pierwszej kategorii w {\displaystyle X} będziemy oznaczać przez {\displaystyle {\mathcal {K}}(X)} (albo po prostu przez {\displaystyle {\mathcal {K}}} jeśli jest jasne o jakiej przestrzeni topologicznej mówimy).
Zbiory które nie są pierwszej kategorii nazywane są zbiorami drugiej kategorii Baire’a (lub II kategorii).

## Własności
- Zbiory pierwszej kategorii w przestrzeni {\displaystyle X} tworzą σ-ideał podzbiorów {\displaystyle X.} Każdy zbiór z {\displaystyle {\mathcal {K}}(X)} jest zawarty w pewnym zbiorze typu Fσ, który też jest pierwszej kategorii.
- Otwarte niepuste podzbiory przestrzeni zupełnej nie są pierwszej kategorii w tej przestrzeni.
- Doskonałe przestrzenie polskie wyglądają tak samo jeśli patrzymy na ich podzbiory borelowskie i zbiory pierwszej kategorii: jeśli {\displaystyle X,Y} są doskonałymi przestrzeniami polskimi to istnieje izomorfizm borelowski {\displaystyle \varphi \colon X\longrightarrow Y} który zachowuje zbiory pierwszej kategorii (tzn. {\displaystyle A\in {\mathcal {K}}(X)} wtedy i tylko wtedy, gdy {\displaystyle \varphi (A)\in {\mathcal {K}}(Y)}).
- Każda rodzina rozłącznych borelowskich podzbiorów prostej rzeczywistej {\displaystyle \mathbb {R} } które nie są pierwszej kategorii jest co najwyżej przeliczalna.

## Przykłady i zastosowanie
- Każdy przeliczalny podzbiór prostej rzeczywistej {\displaystyle \mathbb {R} } jest I kategorii w {\displaystyle \mathbb {R} .} W szczególności zbiór liczb wymiernych jest pierwszej kategorii (choć jest to gęsty podzbiór {\displaystyle \mathbb {R} }).
- Prostą rzeczywistą {\displaystyle \mathbb {R} } można przedstawić jako sumę dwóch zbiorów, {\displaystyle \mathbb {R} =K\cup L,} takich że

{\displaystyle K} jest zbiorem pierwszej kategorii, a
{\displaystyle L} jest zbiorem miary zero Lebesgue’a.
Aby podać przykład takich zbiorów {\displaystyle K,L} ustalmy numerację {\displaystyle \langle q_{n}\colon n=1,2,3,\dots \rangle } zbioru liczb wymiernych. (Przypomnijmy, że zbiór liczb wymiernych jest przeliczalny.) Dla liczb naturalnych {\displaystyle n,m} niech {\displaystyle I_{m}^{n}} będzie odcinkiem otwartym o środku w {\displaystyle q_{n}} i długości {\displaystyle 2^{-(n+m)}.} Wówczas zbiór {\displaystyle L=\bigcap \limits _{m=1}^{\infty }\bigcup \limits _{n=1}^{\infty }I_{m}^{n}} jest miary zero, ale jego dopełnienie {\displaystyle K=\mathbb {R} \setminus L} jest pierwszej kategorii.
- Inny przykład rozkładu jak powyżej jest dany przez liczby Liouville’a: zbiór liczb Liouville’a jest miary zero na prostej, a jego dopełnienie jest zbiorem pierwszej kategorii.
- Polski matematyk Stefan Banach przedstawił w 1931 następujące spektakularne zastosowanie zbiorów pierwszej kategorii. Niech {\displaystyle {\mathcal {C}}([0,1])} będzie przestrzenią wszystkich funkcji ciągłych z odcinka {\displaystyle [0,1]} w zbiór liczb rzeczywistych {\displaystyle \mathbb {R} .} Wyposażmy {\displaystyle {\mathcal {C}}([0,1])} w topologię zbieżności jednostajnej zadanej przez metrykę

{\displaystyle d(f,g)=\sup\{|f(x)-g(x)|\colon x\in [0,1]\}.}
Wówczas {\displaystyle {\mathcal {C}}([0,1])} jest przestrzenią polską. Rozważmy zbiór
{\displaystyle NR={\big \{}f\in {\mathcal {C}}([0,1])\colon f} nie ma pochodnej w żadnym punkcie odcinka {\displaystyle [0,1]\ {\big \}}.}
Banach udowodnił, że zbiór {\displaystyle {\mathcal {C}}([0,1])\setminus NR} jest pierwszej kategorii w {\displaystyle {\mathcal {C}}([0,1]),} czyli że z topologicznego punktu widzenia prawie każda funkcja ciągła nie jest różniczkowalna w żadnym punkcie.

## Gra Banacha-Mazura
Ze zbiorami pierwszej kategorii związana jest (najprawdopodobniej) pierwsza z pozycyjnych gier nieskończonych rozważanych w matematyce. Gra ta była opisana przez polskiego matematyka Stanisława Mazura w Problemie 43 w Księdze Szkockiej. Odpowiedź na pytanie Mazura była dana przez Stefana Banacha w 1935.
Niech Z będzie dowolnym podzbiorem {\displaystyle \mathbb {R} .} Rozważmy następującą grę dwóch graczy, oznaczanych przez A i B. Gracze wykonują nieskończenie wiele posunięć ponumerowanych liczbami naturalnymi {\displaystyle n=1,2,3,\dots } Zaczynają w ten sposób, że Gracz A wybiera niepusty przedział otwarty {\displaystyle I_{1},} a Gracz B odpowiada przez wskazanie niepustego otwartego przedziału {\displaystyle I_{2}\subseteq I_{1}.} Kiedy gracze dochodzą do {\displaystyle n} tego kroku w grze, to mają oni skonstruowany zstępujący ciąg niepustych przedziałów otwartych {\displaystyle I_{1}\supseteq I_{2}\supseteq \ldots I_{2n-2}\supseteq I_{2n-1}.} Na {\displaystyle n} tym etapie gry najpierw Gracz A wybiera niepusty przedział otwarty {\displaystyle I_{2n}\subseteq I_{2n-1},} a potem Gracz B wskazuje niepusty otwarty przedział {\displaystyle I_{2n+1}\subseteq I_{2n}.}
Kiedy gracze wykonają już wszystkie posunięcia (jest ich nieskończenie wiele!), to decydujemy, że Gracz B wygrał partię {\displaystyle \langle I_{n}\colon n=1,2,3,4,\dots \rangle } wtedy i tylko wtedy, gdy {\displaystyle \bigcap \limits _{n=1}^{\infty }I_{n}\subseteq Z.}
Okazuje się, że Gracz B ma strategię zwycięską w tej grze wtedy i tylko wtedy, gdy zbiór {\displaystyle \mathbb {R} \setminus Z} jest pierwszej kategorii.